# Antonín Kalivoda
Antonín Kalivoda (německy Anton Kalliwoda v ruském prostředí Антон Антонович Калливода / Anton Antonovič Kallivoda, 1795, Praha - 17. ledna 1838, Zlatopol, Kyjevská gubernie, Ruská říše) byl český hudebník působící v Ruském impériu na území dnešní Ukrajiny jako učitel, první vedoucí Zlatopolského mužského gymnázia.

## Životopis
Jaho otec Anton(ín) pocházel z Moravy, jeho matka Terezie Kolnyová pocházela z Uher, oba rodiče však patřili k německy mluvící části obyvatelstva. Antonín měl bratra, hudebního skladatele Jana Václava Kallivodu.
Od listopadu 1834 do dubna 1836 byl komorníkem ve šlechtickém konviktu, od 15. prosince 1834 současně působil jako učitel němčiny a francouzštiny. 1. ledna 1836 se stal učitelem herectví a němčiny na Prvním kyjevském gymnáziu. Od června 1836 do ledna 1838 zastával funkci státního dozorce a správce na Zlatopolského mužského gymnázia.
Antonín Kalivoda zemřel 17. ledna 1838 ve Zlatopoli v Kyjevská gubernii a byl pohřben na hřbitově farního katolického kostela Neposkvrněného početí Panny Marie ve Zlatopoli.

### Rodina
Antonín byl ženatý s Agafjou Ivanovnou Koreckou. Z tohoto manželství se narodily Juzefina (* 16. září 1828, Romanovka), Anton (* 22. listopadu 1831, Zvenigorodka), Pavel (10. ledna 1835, Belozorje), Felix (* 22. května 1837, Zlatopol).